# Martina Moravcová
Martina Moravcová (* 16. Januar 1976 in Piešťany) ist eine ehemalige slowakische Schwimmerin.

## Werdegang
Moravcová ist die erfolgreichste Schwimmerin in der Schwimmsportgeschichte ihres Landes. Sie schwimmt von 50 m bis 200 m in den Stilen Freistil und Schmetterling. Ihren ersten großen internationalen Wettbewerb bestritt sie 1992 bei den Olympischen Spielen in Barcelona noch für die Mannschaft der Tschechoslowakei. Sie kam jedoch noch nicht über die Vorläufe hinaus. Jedoch bereits im folgenden Jahr bei den Schwimmeuropameisterschaften 1993 in Sheffield gewann sie ihre erste internationale Medaille: Silber über 100 m Freistil.
1996 kam sie mit höheren Erwartungen zu den Olympischen Spielen nach Atlanta, die jedoch enttäuscht wurden, denn ihre beste Platzierung war ein 9. Platz über 200 m Freistil. Ein Jahr später bei den Schwimmeuropameisterschaften 1997 in Sevilla schaffte sie dann endlich ihren endgültigen internationalen Durchbruch. Sie gewann drei Silbermedaillen über 100 m Schmetterling, 100 m Freistil und über 200 m Lagen. Über 200 m Freistil wurde sie Vierte.
Bei den Schwimmweltmeisterschaften 1998 im australischen Perth gewann sie zwei Silbermedaillen über 100 m und 200 m Freistil sowie eine Bronzemedaille über 200 m Lagen. Bereits jetzt war sie die herausragende Sportlerin ihres Landes. Die positiven Erlebnisse in Australien wurden im Jahr 2000 bei ihren dritten Olympischen Spielen in Sydney dann noch übertroffen: Mit zwei Silbermedaillen über 100 m Schmetterling und 200 m Freistil war sie die erste Schwimmerin der Slowakei, die olympische Medaillen erringen konnte. Früher im gleichen Jahr konnte sie bereits in Helsinki bei den Europameisterschaften 2000 ihren ersten Titel gewinnen: die Goldmedaille über 100 m Schmetterling. Diesen Titel konnte sie 2002 in Berlin verteidigen.
Die Erfolge rissen auch im Vorfeld ihrer vierten Olympiade nicht ab: 2003 wurde sie in Barcelona Vize-Weltmeisterin über 200 m Freistil und gewann die Bronzemedaille über 100 m Schmetterling. In Vorbereitung auf die Olympischen Spiele 2004 von Athen schaffte sie in Madrid den Hattrick als Europameisterin über 100 m Schmetterling. In Athen konnte sie dann zwar die Finals über 100 m Schmetterling und 100 m Freistil erreichen, sie wurde jedoch nur Sechste und Siebte.
Bei den Schwimmweltmeisterschaften 2005 in Montréal erreichte Martina Moravcová Platz sieben über 100 m Schmetterling. Über diese Strecke gewann sie bei den Europameisterschaften 2006 in Budapest Silber.
Im Dezember 2012 hat Moravcová ihre Sportkarriere beendet.

## Sonstiges
Martina Moravcová studierte Wirtschaftswissenschaften in Bratislava und an der Southern Methodist University in Dallas, Texas, wo sie heute verheiratet lebt und hat eine Tochter namens Karolína (2010 geboren). Sie schloss ihr Studium 1998 ab.
Mit sechs slowakischen Sportler des Jahres-Auszeichnungen (1993, 1995, 1998, 2000, 2001, 2003) ist sie bisher die erfolgreichste Einzelsportlerin der Umfrage.

## Rekorde
| Europarekorde (1)              | Europarekorde (1) | Europarekorde (1) | Europarekorde (1) |
| ------------------------------ | ----------------- | ----------------- | ----------------- |
| 100 m Schmetterling (Kurzbahn) | 00:56,55 min      | 26. Januar 2002   | Berlin            |
| (Stand: 31. Juli 2008)         |                   |                   |                   |